# 212A級潛艇
212A級潛艇（U-Boot-Klasse 212 A）由德國哈德威造船廠（HDW；Howaldtswerke-Deutsche Werft GmbH）所開發設計的柴電潛艇，它的動力來源除了傳統的柴油發動機外還裝備了絕氣推進系統（AIP），該系統採用西門子的質子交換膜燃料電池，使該潛艇可以在高速航行時的柴油動力切換至潛航緩慢、卻極為安靜的絕氣推進系統，該系統使潛艇可在水中潛航長達3週以上。
214级潜艇為212A級潛艇的外銷型。

## 發展
1990年、德國海軍的206型潛艇艦齡將屆，須被逐漸汰換。為了保持一支具有足夠作戰能力的水下部隊，德國海軍決定研製一種全新型潛艇以作為21世紀聯合作戰的主力，212A級潛艇的計劃就此誕生。基本設計原則乃是採用209級潛艇的基礎上加以改進，並裝備絕氣推進系統（AIP）以增加水下續航力，滿足21世紀作戰環境的需求。該計畫方案在1991年由德國海軍主導完成，後續交付哈德威造船廠（HDW）和北海工程公司（NSWE）設計船體，最後在哈德威造船廠（HDW）完成造建工程。

## 設計
212A級潛艇採用了平面十分光滑的水滴形設計，艦艇尾部是圓錐型尖尾，採用7葉大斜式單螺旋槳推進。尾舵為X型結構，可以使潛艇在淺水水域獲得良好的水下操縱性能。212A級潛艇採用混合式殼體（大部分船體上採單殼體，其餘部分則為雙殼體），有別於以往傳統的單殼體潛艇結構。

## 同型艦
| 舷號               | 艇名               | 下水日期           | 服役日期           |
| 德國聯邦國防軍海軍 | 德國聯邦國防軍海軍 | 德國聯邦國防軍海軍 | 德國聯邦國防軍海軍 |
| ------------------ | ------------------ | ------------------ | ------------------ |
| S181               | U-31               | 2002年3月20日      | 2005年10月19日     |
| S182               | U-32               | 2003年12月4日      | 2005年10月19日     |
| S183               | U-33               | 2004年9月          | 2006年6月13日      |
| S184               | U-34               | 2006年7月          | 2007年5月3日       |
| S185               | U-35               | 2011年11月15日     | 2015年3月23日      |
| S186               | U-36               | 2013年2月6日       | 2016年10月10日     |
| S187               | U-37 (計劃中)      |                    |                    |
| S188               | U-38 (計劃中)      |                    |                    |
| 意大利海军         |                    |                    |                    |
| S 526              | Salvatore Todaro   | 2003年11月6日      | 2006年3月29日      |
| S 527              | Scirè              | 2004年12月18日     | 2007年2月19日      |
| S 528              | Pietro Venuti      | 2014年10月9日      | 2016年7月6日       |
| S 529              | Romeo Romei        | 2015年7月4日       | 2017年5月11日      |
| 未知               |                    |                    |                    |
| 未知               |                    |                    |                    |
| 未知               |                    |                    |                    |
| 未知               |                    |                    |                    |

## 外部連結
- 官方網站（页面存档备份，存于）
- "未來武器": "隱形", 26.04.2006 (節錄)（页面存档备份，存于） - Discovery Channel，來至youtube
- naval-technology.com — U212/U214 Attack Submarines, Germany（页面存档备份，存于）
- German Type 212A deal bolsters submarine force（页面存档备份，存于） Jane's Navy International, 28 September 2006
- Classe Todaro (U-212A)（页面存档备份，存于）